# Nikolaj Kruglov (sciatore 1950)
Nikolaj Kostantinovič Kruglov (in russo Николай Константинович Круглов?; Nižnij Novgorod, 31 gennaio 1950) è un ex biatleta e allenatore di biathlon sovietico.
In seguito alla dissoluzione dell'Unione Sovietica, nel 1991 ha assunto la nazionalità russa.
È padre di Nikolaj, a sua volta biatleta di alto livello. Per evitare l'omonimia è detto anche Nikolaj Kruglov senior.

## Biografia
Con i due ori vinti nell'individuale e nella staffetta fu l'atleta più titolato nel biathlon ai XII Giochi olimpici invernali di Innsbruck 1976; il suo palmarès vanta inoltre diversi titoli mondiali e nazionali. Dopo il ritiro dalle competizioni è divenuto allenatore di biathlon.

## Palmarès

### Olimpiadi
- 2 medaglie:
  - 2 ori (individuale, staffetta a Innsbruck 1976)

### Mondiali
- 8 medaglie:
  - 3 ori (staffetta a Minsk 1974; sprint ad Anterselva 1975; staffetta a Vingrom 1977)
  - 3 argenti (individuale, staffetta ad Anterselva 1975; sprint a Vingrom 1977)
  - 2 bronzi (sprint ad Anterselva 1976; staffetta a Ruhpolding 1979)

### Campionati sovietici
- 3 ori (staffetta nel 1973; sprint nel 1974; staffetta nel 1975)